# Wolfgang Krug
Wolfgang Krug (* 12. Januar 1936 in Meißen; † 12. Dezember 2021) war in der DDR ein erfolgreicher Automobilrennfahrer.

## Karriere
Der gelernte Kfz-Meister Krug startete seine Motorsportkarriere 1953 im Sand- und Grasbahnsport und stieg später auf Speedway um. 1962 belegte er Platz drei in der DDR-Speedwaymeisterschaft. 1966 wechselte er in den Rennwagensport. 1973 und 1975 wurde er DDR-Vizemeister, 1974 war er DDR-Meister im Straßenrennsport, Rennwagen Kategorie C9. Ab 1976 wurde diese Kategorie nicht mehr als DDR-Meisterschaft ausgetragen.
In den letzten Jahren startete er beim historischen Tourenwagencup (Stand 2009).
Krug ist verheiratet und hat keine Kinder (Stand: 1975).